# Mesalina (animal)
Mesalina es un género de escincomorfos de la familia Lacertidae. Sus especies se distribuyen por la mitad norte de África y por Asia (desde Arabia hasta el sudeste de Anatolia y hasta la India).

## Especies
Se reconocen las 15 especies siguientes:
- Mesalina adramitana (Boulenger, 1917)
- Mesalina ayunensis Arnold, 1980
- Mesalina bahaeldini Segoli, Cohen & Werner, 2002
- Mesalina balfouri (Blanford, 1881)
- Mesalina brevirostris Blanford, 1874
- Mesalina cryptica Šmíd, Velenská, Pola, Tamar, Busais, Shobrak, Almutairi, Salim, Alsubaie, R. H. M. AlGethami, A. R. AlGethami, Alanazi, Alshammari, Egan, Ramalho, Olson, Smithson, Chirio, Burger, van Huyssteen, Petford & Carranza, 2025[2]
- Mesalina ercolinii (Lanza & Poggesi, 1975)
- Mesalina guttulata (Lichtenstein, 1823)
- Mesalina kuri Joger & Mayer, 2002
- Mesalina martini (Boulenger, 1897)
- Mesalina olivieri (Audouin, 1829)
- Mesalina pasteuri (Bons, 1960)
- Mesalina rubropunctata (Lichtenstein, 1823)
- Mesalina simoni (Boettger, 1881)
- Mesalina watsonana (Stoliczka, 1872)